# 勝田駅

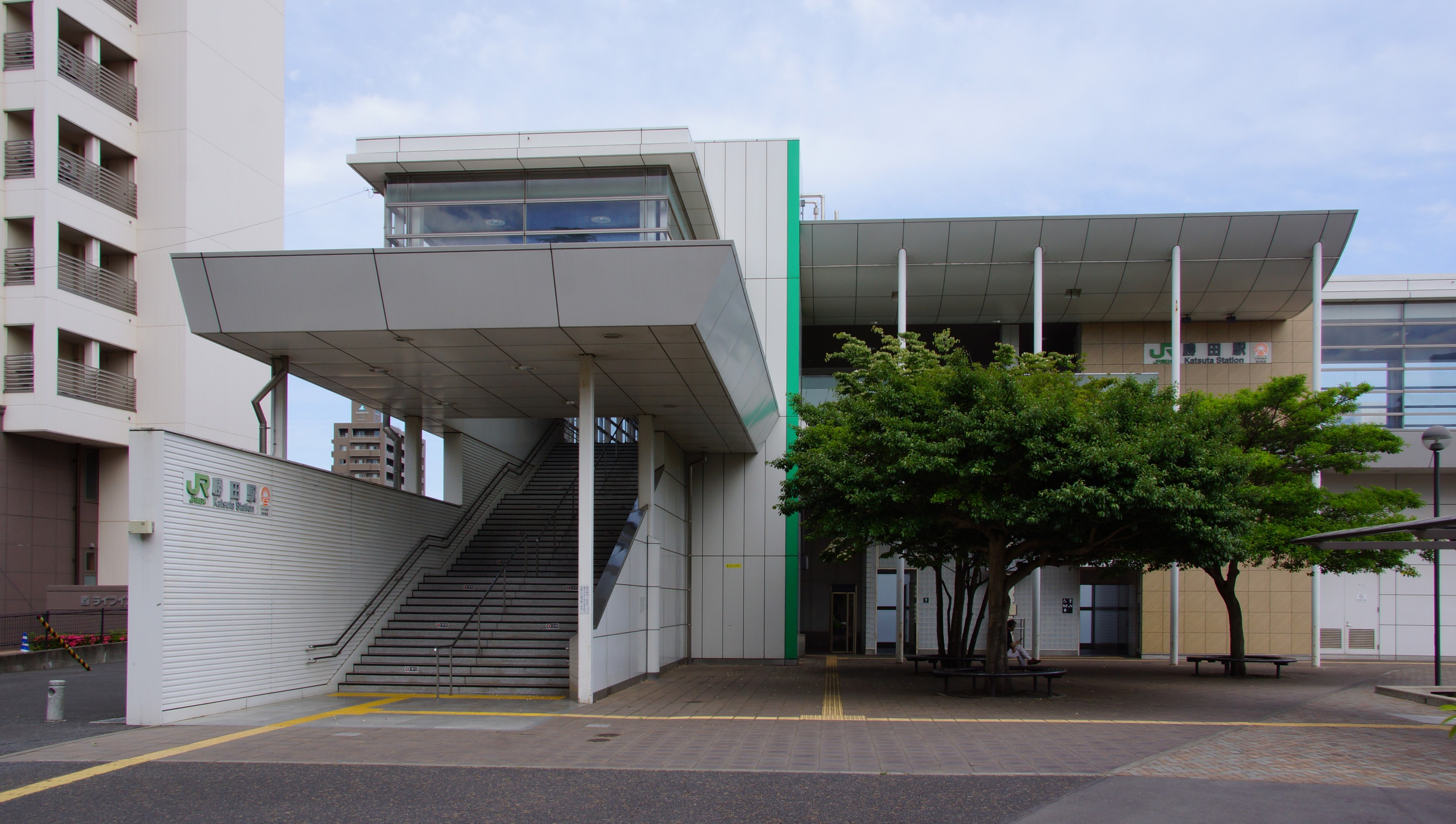
西口（2017年6月）

勝田駅（かつたえき）は、茨城県ひたちなか市勝田中央にある、東日本旅客鉄道（JR東日本）・日本貨物鉄道（JR貨物）・ひたちなか海浜鉄道の駅である。

## 概要
ひたちなか市の代表駅で、旧・勝田市の中心部に位置する。駅の北側に勝田車両センターがあることから、当駅を起点終点とする列車が多数設定されている。

### 乗り入れ路線
JR東日本・JR貨物の常磐線（旅客営業を行うJR東日本が第一種鉄道事業者、貨物営業を行うJR貨物が第二種鉄道事業者）と、ひたちなか海浜鉄道の湊線が乗り入れ、接続駅となっている。湊線は当駅が起点である。
JRの駅にはこのほか、昼間時間帯を除き友部駅を終点とする水戸線の一部の列車が、友部駅 - 当駅間で乗り入れている。このうち朝の時間帯はさらに日立・高萩方面へも直通する列車もあるが、2021年3月13日のダイヤ改正実施に伴い、水戸線の全列車でワンマン運転が開始されたため、高萩駅発着の水戸線直通列車については、水戸駅から水戸線方面をワンマン運転で実施し、水戸駅から日立・高萩方面は車掌乗務で運転される。なお2023年3月改正以降、日中時間帯を中心にいわき駅までワンマン運転を拡大するため、特急を除く普通列車のワンマン運転を約7割が当駅以北で運転、それ以外は水戸駅ないし当駅発着に切り替わる。さらに2024年3月16日実施のダイヤ改正以降、日中時間帯の土浦 - 当駅間の一部列車も5両編成のワンマン運転となるが、特急列車や日中時間帯以外の上野方面の普通列車については従来通り車掌が乗務する。
特急「ひたち」「ときわ」（土浦駅発着を除く）の全列車が停車する。また、「ときわ」は当駅および高萩駅を発着する。また、品川駅および上野駅を発着する常磐線普通列車も朝の上り列車と夜間の下り列車の一部が高萩駅発着となるのを除いて、水戸駅または当駅が発着駅となる。

## 歴史
- 1909年（明治42年）12月16日：運転業務取り扱い開始[2]。
- 1910年（明治43年）3月18日：鉄道院常磐線の勝田駅として開業[5]。旅客・貨物の取扱を開始[2]。
- 1913年（大正2年）12月25日：湊鉄道（茨城交通の前身）湊線が開業。乗換駅となる。
- 1942年（昭和17年）9月5日：日立製作所水戸工場専用線、原料の搬入並びに製品の搬出のため開通[6][注釈 1]。社員輸送列車運輸開始。
- 1944年（昭和19年）8月1日：交通統合により茨城交通発足。湊鉄道の駅は茨城交通の駅となる。
- 1949年（昭和24年）6月1日：日本国有鉄道が発足。
- 1982年（昭和57年）11月15日：ダイヤ改正に伴い、一部の特急「ひたち」の停車開始[7]。
- 1984年（昭和59年）2月1日：国鉄の駅で貨物の取扱を廃止[2]。同日に茨城交通も当駅での車扱貨物の取扱を廃止。
- 1985年（昭和60年）
  - 3月14日：荷物扱い廃止[2]。
  - 7月10日：みどりの窓口開設[8]。
- 1987年（昭和62年）
  - 3月31日：国鉄の駅で貨物の取扱を再開[2]。ただし、甲種輸送以外の実績はない。
  - 4月1日：国鉄分割民営化により、国鉄の駅はJR東日本・JR貨物の駅となる[2]。
- 1993年（平成5年）9月20日：日立製作所社員輸送列車廃止[9]。
- 1995年（平成7年）10月13日：自動改札機を設置し、供用開始[10]。
- 2001年（平成13年）11月18日：JR東日本水戸方面でICカード「Suica」の利用が可能となる。
- 2002年（平成14年）7月21日：橋上駅舎化[11][12]。
- 2004年（平成16年）10月16日：JR東日本日立方面でICカード「Suica」の利用が可能となる[13]。
- 2008年（平成20年）4月1日：茨城交通が湊線をひたちなか海浜鉄道に移管。茨城交通の駅はひたちなか海浜鉄道の駅となる。
- 2011年（平成23年）
  - 3月11日：東北地方太平洋沖地震（東日本大震災）により、駅舎の天井が崩落する被害を受ける[14]。
  - 3月31日：JRの駅が営業再開[15]。
  - 7月3日：ひたちなか海浜鉄道の駅が営業再開。
- 2014年（平成26年）10月5日：この日限定で、ひたちなか海浜鉄道の駅がアニメ『デュエル・マスターズ』の主人公「切札勝太」にちなみ、駅名標での表示が「勝太駅」となる[16]。
- 2019年（平成31年）4月1日：改札脇に観光案内所を設置[17]。
- 2023年（令和5年）：2023年秋に開催される「茨城デスティネーションキャンペーン」に合わせて、地域の特色を生かした駅名標に装飾される。勝田駅は国営ひたち海浜公園及び園内を彩るネモフィラ・コキアなどをモチーフとしたデザイン[18]。

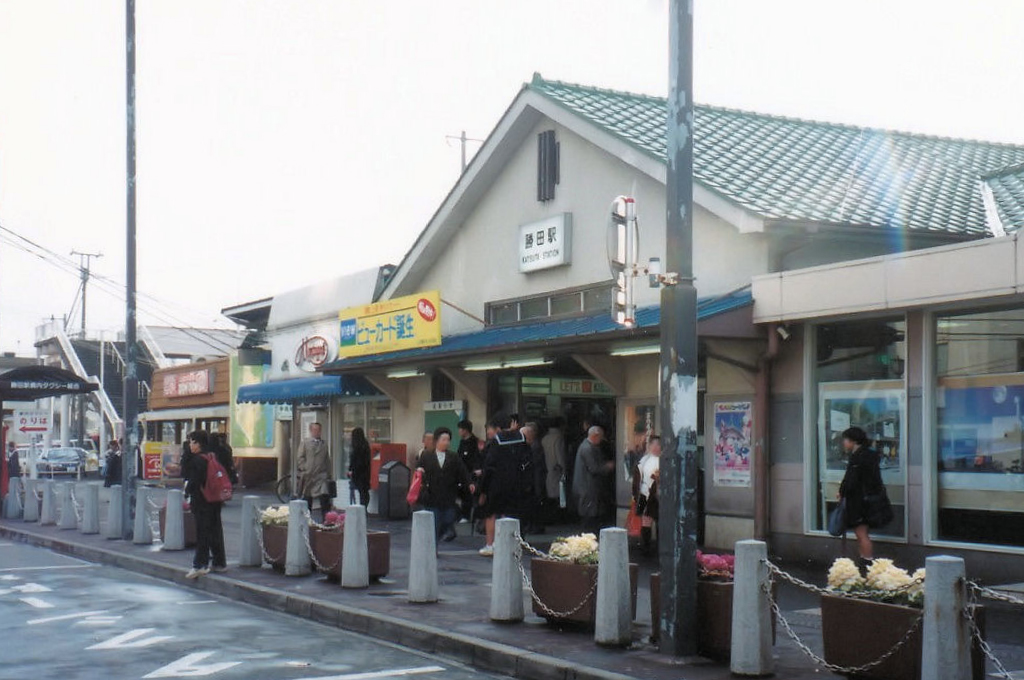
改築前の駅舎（1993年3月）
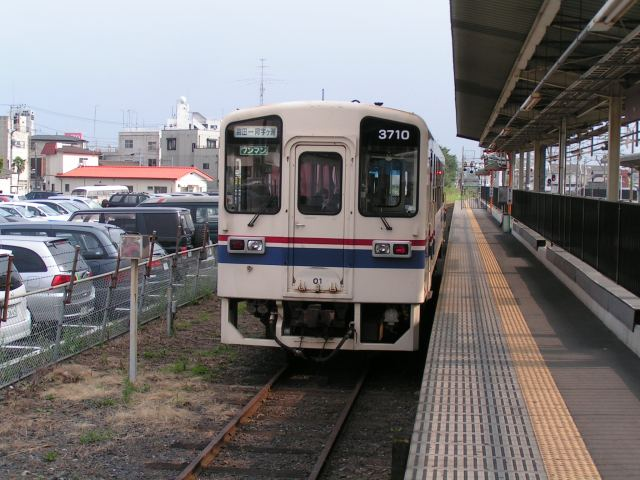
1番線に停車中の湊線気動車列車（2005年8月2日、茨城交通当時）

## 駅構造
島式ホーム2面4線を有する地上駅で、橋上駅舎を持つ。共同使用駅であるが、1番線ホームを除きJR東日本が駅業務全般を担当している。JR東日本の直営駅で、勝田駅・日立駅、高萩駅を融合した勝田営業統括センター所在駅。管理駅として佐和駅 - 大津港駅を管理している。ひたちなか海浜鉄道湊線が発着する1番線は、JR常磐線の2番線の日暮里方の一部を切り欠いて設けられている。
1980年代までは、旅客駅舎南側に貨物ホームが存在していたが、後々駐車場などになった。
1番線上にはひたちなか海浜鉄道が業務を行う中間改札が設けられ、2番線との間に柵が設置されている。ここにJR線出場用・入場用の簡易Suica改札機も設置されている（画像参照）。JR線とひたちなか海浜鉄道湊線の乗換については、この中間改札の窓口で精算および湊線の乗車券販売を行う。早朝・夜間の窓口営業時間外は改札を行わず、運賃は湊線列車内での精算となる。
橋上駅舎の自動券売機は1台のみがひたちなか海浜鉄道線の普通乗車券に対応しており、JR線で利用できるICカード残高での購入も可能である。ただし、この券売機では工機前駅・高田の鉄橋駅・美乃浜学園駅への乗車券を購入することができない。勝田駅改札外からの入場で、これらの駅への乗車券や一日乗車券、定期券等の購入を希望する場合は、JR線有人通路で申し出た上で中間改札へ向かうことになる。
ホーム上の店舗は2番線のみで、立ち食いそば店とNewDaysがある。NewDaysは改札外の駅出入口側（エスカレーター下）と改札内の2番線ホームの両側から利用できる（通り抜け不可）。また、コンコース（改札外）にもNewDaysがある。
構内にはみどりの窓口・Suica対応自動改札機が設置されている。指定席券売機は改札外のほか、改札内にも特急券およびえきねっと受取用に2番線ホーム日立寄りの階段前に設置されている。エスカレーター・エレベーターがそれぞれ東口・西口・コンコースに設置されている。
2019年4月1日より、改札脇に観光案内所を設置（ひたちなか市が運営）。通常は年末年始を除く毎週土休日に開所するが、春と秋の観光シーズンは毎日開所する。
JR勝田駅の事務管コードは▲421117である。

### のりば
| 番線 | 事業者             | 路線             | 方向 | 行先                 |
| ---- | ------------------ | ---------------- | ---- | -------------------- |
| 1    | ひたちなか海浜鉄道 | ■ 湊線           | 下り | 阿字ヶ浦方面         |
| 2・3 | JR東日本           | ■ 常磐線         | 上り | 水戸・上野・小山方面 |
| 2・3 | JR東日本           | ■ 上野東京ライン | 上り | 上野・東京・品川方面 |
| 4    | JR東日本           | ■ 常磐線         | 下り | 日立・いわき方面     |

（出典：JR東日本:駅構内図、ひたちなか海浜鉄道:駅情報）
- ホームには各ホーム1台ずつ計2台Suica専用のグリーン券自動券売機が設置されている。
- 上り特急は2番線。3番線は主に当駅折り返しや入庫列車が使用するが、時間帯により2番線始発の列車や日立方面からの3番線使用列車もある。
- 朝方に高萩行きの列車が、当駅で勝田止まりの列車と接続を受けてから発車する場面が1回ある。
- 2番線には日立寄りに喫煙ルーム・待合所が、3・4番線には待合室がそれぞれ設置されている。
- かつては1・2番線の水戸・工機前方に、湊線と常磐線を接続する渡り線があり、湊線の車両搬入や貨物列車・旅客列車の乗り入れに使用されていた。しかし1990年度を最後に直通列車の設定が無く、車両搬入も陸送に変更されたことで用途が無くなり、誤進入防止などの安全性向上策として2022年度に撤去工事が行われた[21][22]。
- また、かつて湊線の当駅には機回し線が設けられていたが、1989年度に撤去された[23]。

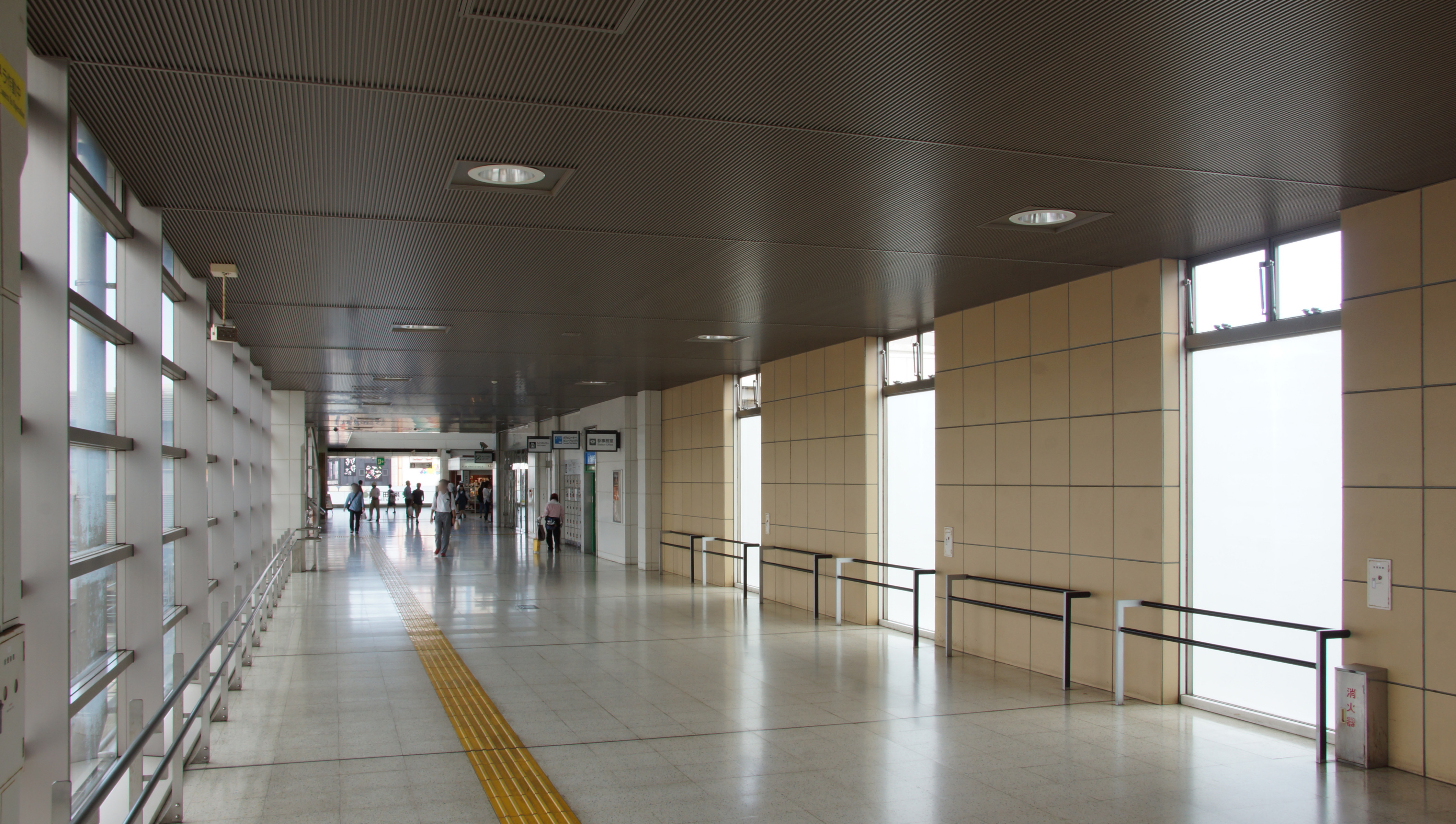
自由通路（2017年6月）
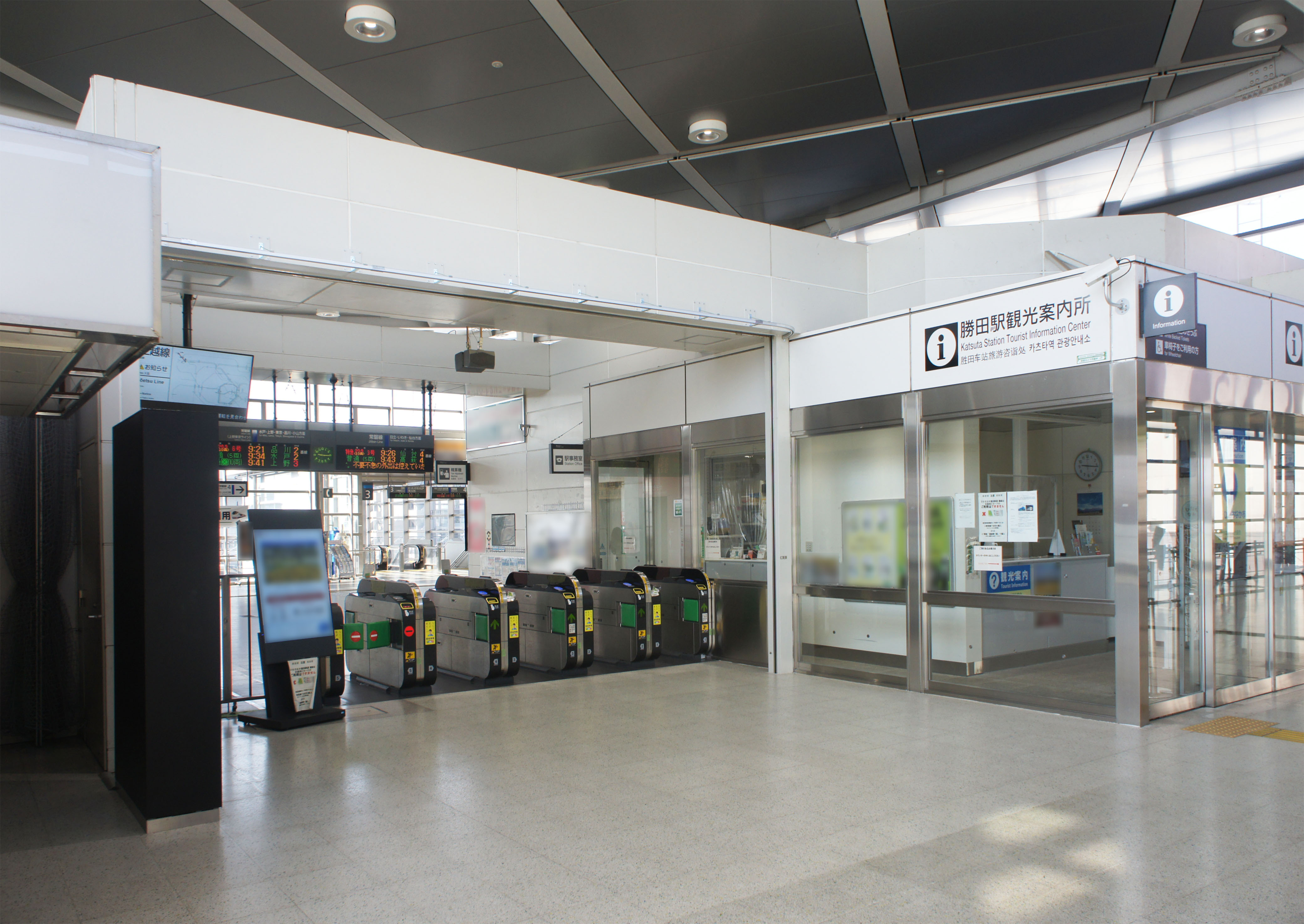
改札口（2022年2月）
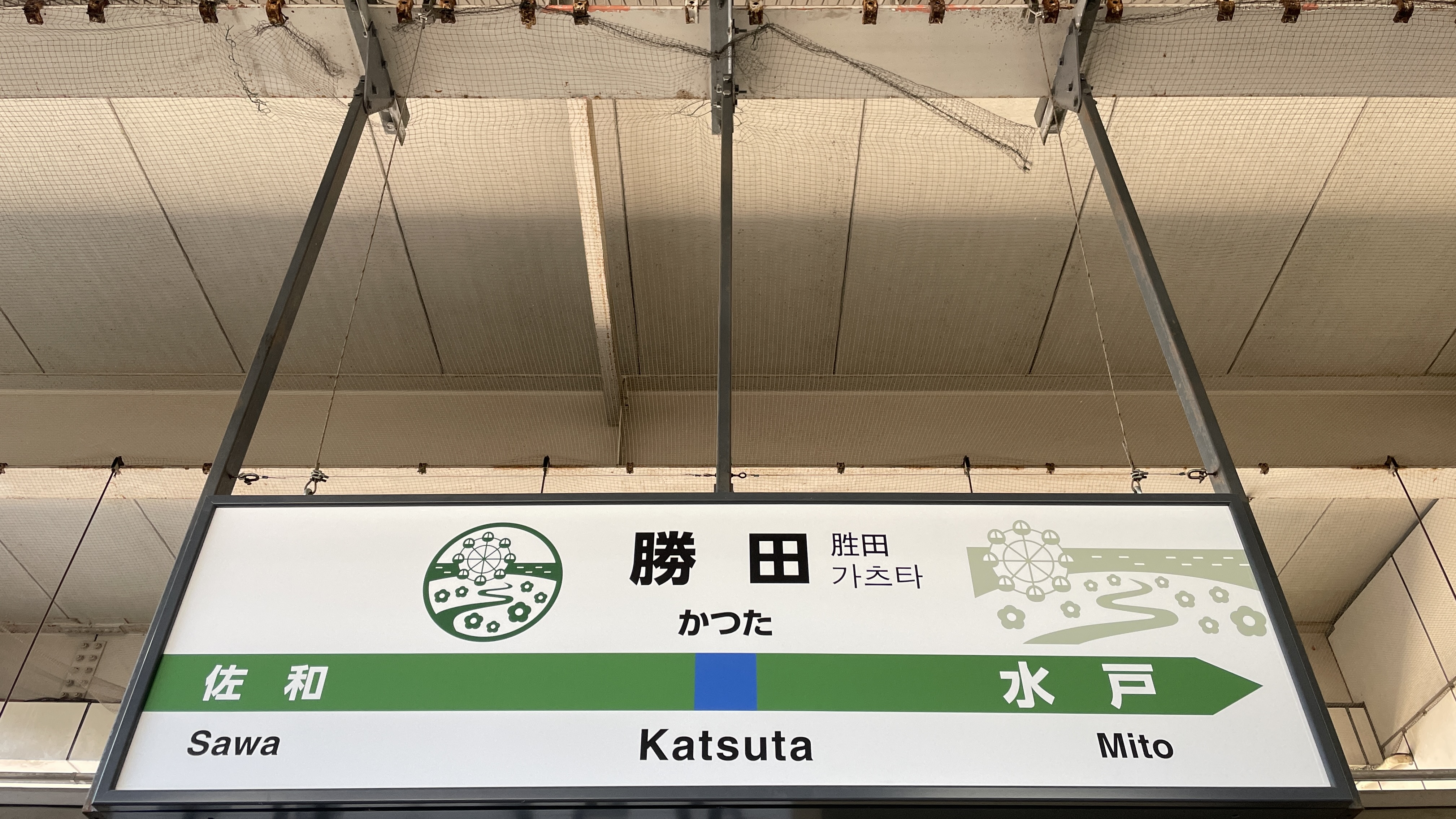
駅名標（2023年10月）
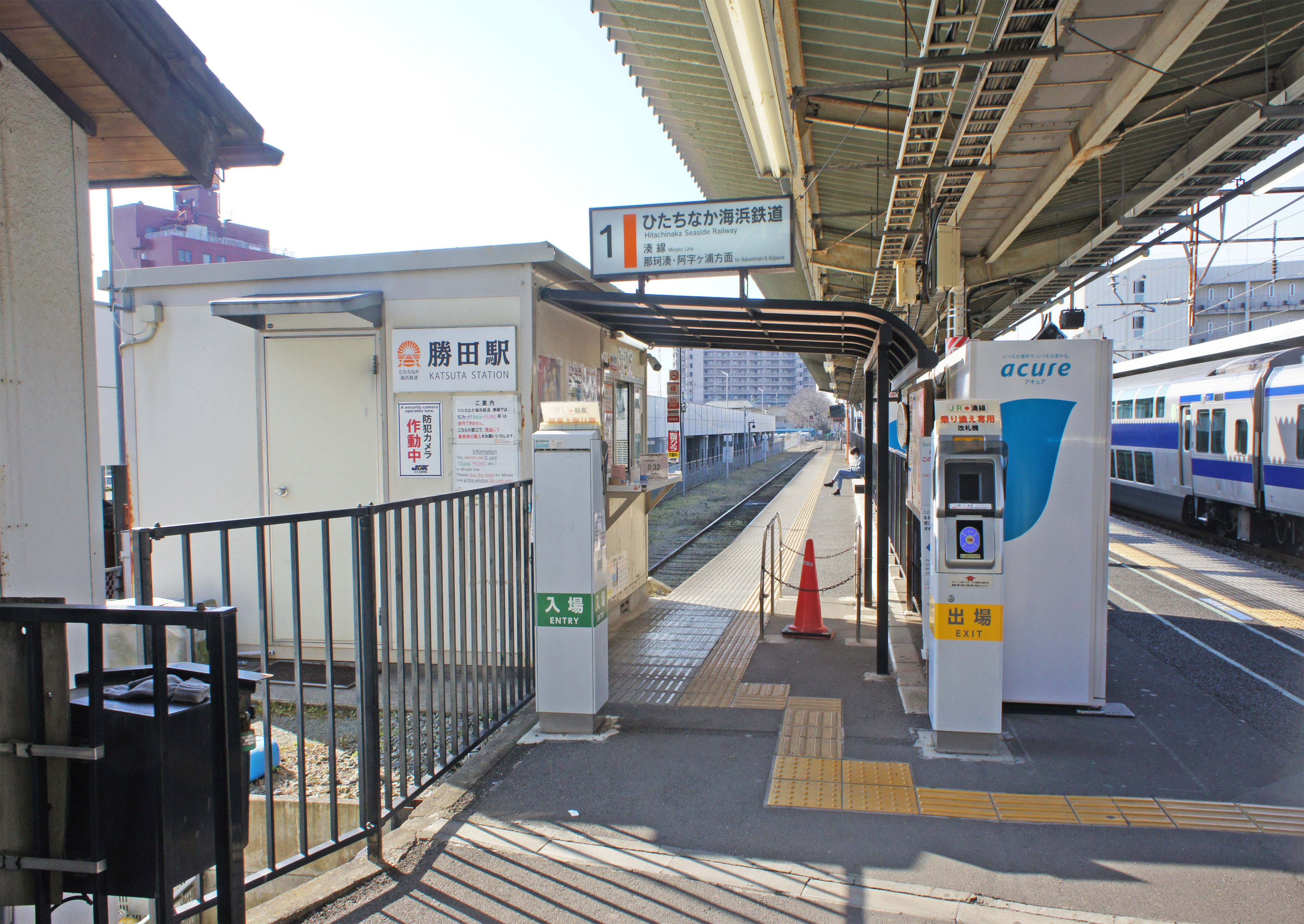
乗換改札口（2022年2月）
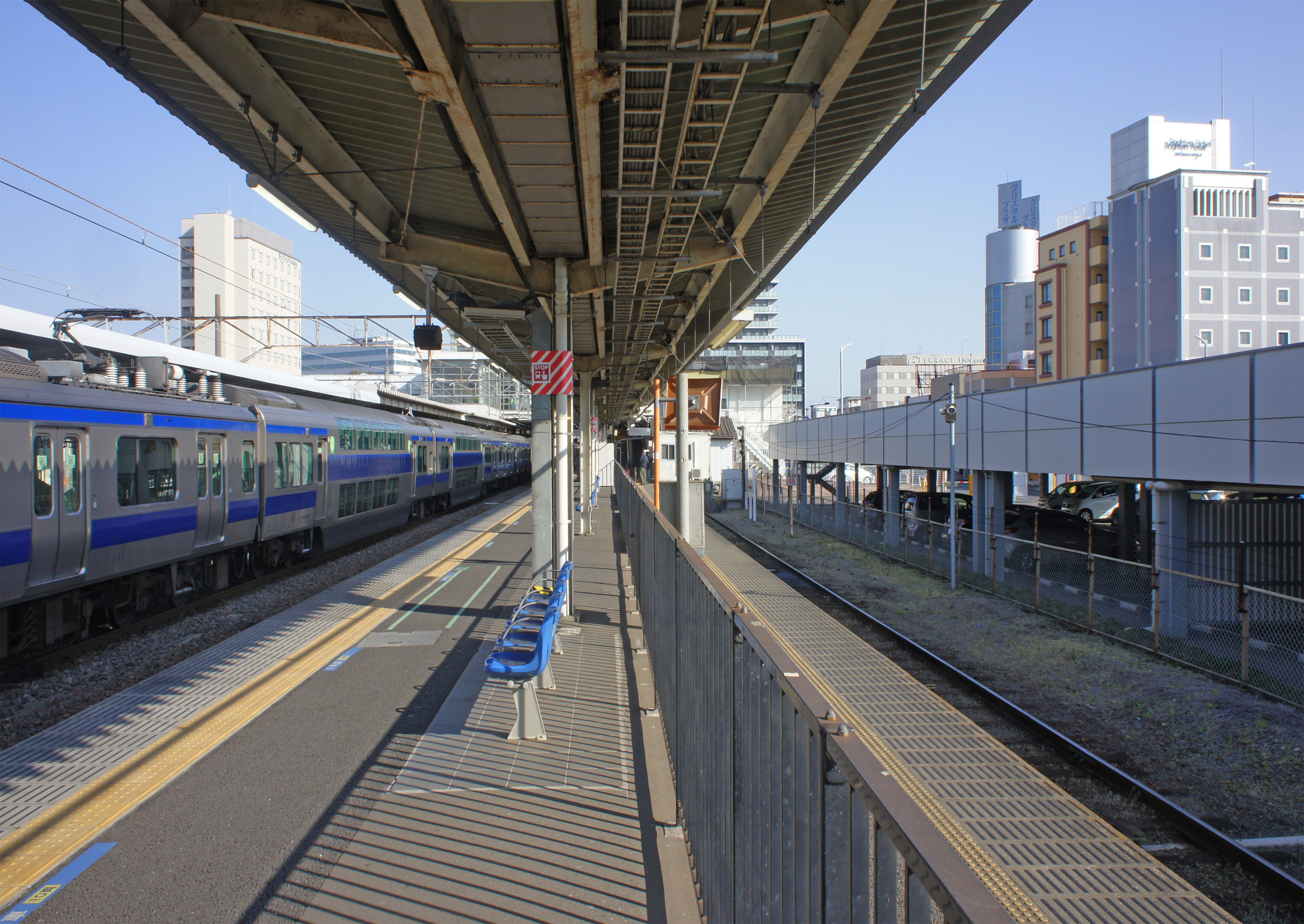
1・2番線ホーム（2022年2月）
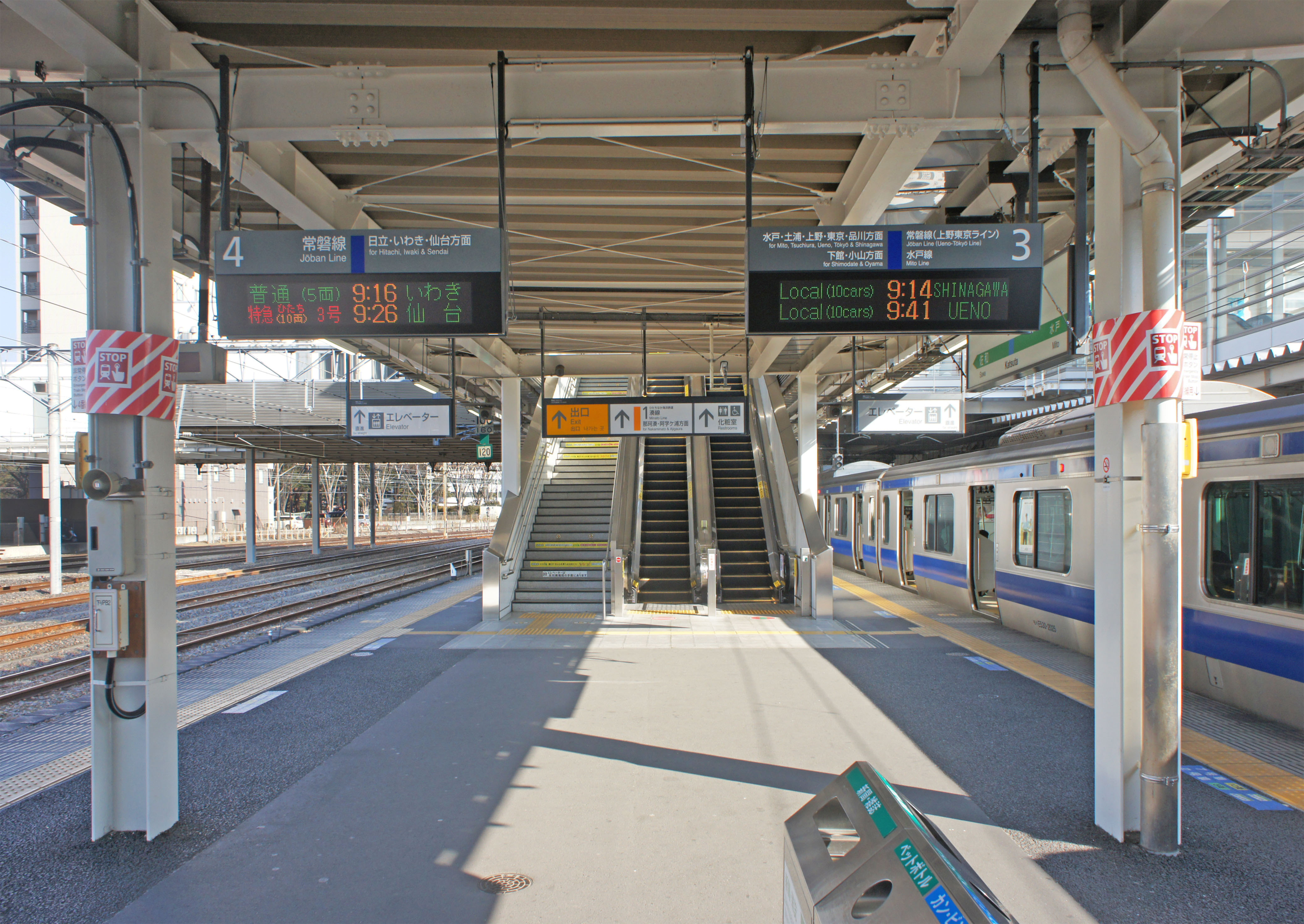
3・4番線ホーム（2022年2月）

## 貨物取扱
現在は、臨時車扱貨物のみを取り扱っており、定期貨物列車の発着はない。これは一旦廃止された貨物取扱を国鉄分割民営化直前に将来の貨物取扱再開に備え「開閉期間・取扱範囲は別に定める」として再開させたものであり、実績としては勝田車両センターへの甲種輸送や、湊線の車両輸送の搬出入がある。
かつては、駅北西部に広がる日立製作所水戸事業所へ続く専用鉄道（4.4 km）が存在した。この専用線は公式には1942年9月5日運輸開始とされ、事業所内の各所に張り巡らされており、製作された車両の搬出などに使われていた。JR化後もEF200形の出荷時に使用実績があった。
また、この専用線では1993年9月20日まで、当駅から事業所内への従業員専用列車（「構内電車」などとも呼ばれていた）が運行されていた。従業員専用列車ホームは駅西口の構内の外れにあり、通勤時にはバッテリーロコに牽引された客車（最末期は東急6000系電車 (初代)6104・6003）が運行されていた（初期には蒸気機関車や木造客車が使用された）。事業所の一般公開の際には従業員以外も乗車できた。しかし、途中の踏切が渋滞の原因となっていたため、バスに転換され運行終了した。
現在も駅構内・周辺や事業所敷地内に専用線の線路が残されているが、所々で撤去・分断されており使用不能となっている。従業員専用列車ホームは取り壊され、跡地はビジネスホテル ライフイン勝田駅西となっている。

## 利用状況
- JR東日本 - 2023年度（令和5年度）の1日平均乗車人員は11,697人である[JR 1]。
- ひたちなか海浜鉄道 - 2021年度（令和3年度）の1日平均乗車人員は922人である[海浜 1]。

2000年度（平成12年度）以降の乗車人員の推移は以下のとおりである。ただし、ひたちなか海浜鉄道については2015年度（平成27年度）以降の乗車人員を記載することとし、年度全体の乗車人員を365（閏日が入る年度は366）で除して算出した。
| 1日平均乗車人員推移 | 1日平均乗車人員推移 | 1日平均乗車人員推移 | 1日平均乗車人員推移 | 1日平均乗車人員推移 |
| 年度                | JR東日本            | 海浜鉄道            | 備考                |                     |
| ------------------- | ------------------- | ------------------- | ------------------- | ------------------- |
| 2000年（平成12年）  | 12,723              |                     |                     |                     |
| 2001年（平成13年）  | 12,496              |                     |                     |                     |
| 2002年（平成14年）  | 12,220              |                     |                     |                     |
| 2003年（平成15年）  | 12,084              |                     |                     |                     |
| 2004年（平成16年）  | 11,859              |                     |                     |                     |
| 2005年（平成17年）  | 11,876              |                     |                     |                     |
| 2006年（平成18年）  | 11,989              |                     |                     |                     |
| 2007年（平成19年）  | 12,050              |                     |                     |                     |
| 2008年（平成20年）  | 12,164              |                     | 湊線移管            |                     |
| 2009年（平成21年）  | 11,977              |                     |                     |                     |
| 2010年（平成22年）  | 11,817              |                     |                     |                     |
| 2011年（平成23年）  | 11,803              |                     | 東日本大震災が発生  |                     |
| 2012年（平成24年）  | 12,173              |                     |                     |                     |
| 2013年（平成25年）  | 12,512              |                     |                     |                     |
| 2014年（平成26年）  | 12,656              |                     |                     |                     |
| 2015年（平成27年）  | 12,936              | 1,218               |                     |                     |
| 2016年（平成28年）  | 13,181              | 1,188               |                     |                     |
| 2017年（平成29年）  | 13,383              | 1,239               |                     |                     |
| 2018年（平成30年）  | 13,485              | 1,245               |                     |                     |
| 2019年（令和元年）  | 13,586              | 1,263               |                     |                     |
| 2020年（令和02年）  | 9,904               | 839                 |                     |                     |
| 2021年（令和03年）  | 9,877               | 922                 |                     |                     |
| 2022年（令和04年）  | 10,878              |                     |                     |                     |
| 2023年（令和05年）  | 11,697              |                     |                     |                     |

備考
1. ↑  JRからの連絡（乗り換え）人員を含んでいる。

## 駅弁
主な駅弁は下記の通り。
- 豚べん
- 牛べん
- 磯べん
- 豚さん弁当
- 焼き鯖すし
- 常陸之國美味紀行
- 黄門弁当

ただし、JTB時刻表 2025年3月号には勝田駅の駅弁の掲載は無い。

## 駅周辺
工業地域である旧・勝田市の中心地にある。駅西側は日立グループの工場が広がり、東側は商店街や公的機関がある。東西ともに住宅も多い。

### 西口
- 東日本旅客鉄道水戸支社勝田車両センター
- 東日本旅客鉄道水戸支社勝田運輸区
- 日立製作所水戸事業所
- 日立製作所機械研究所
- 日立パワーソリューションズ勝田事業所
- 勝田堀口郵便局

### 東口

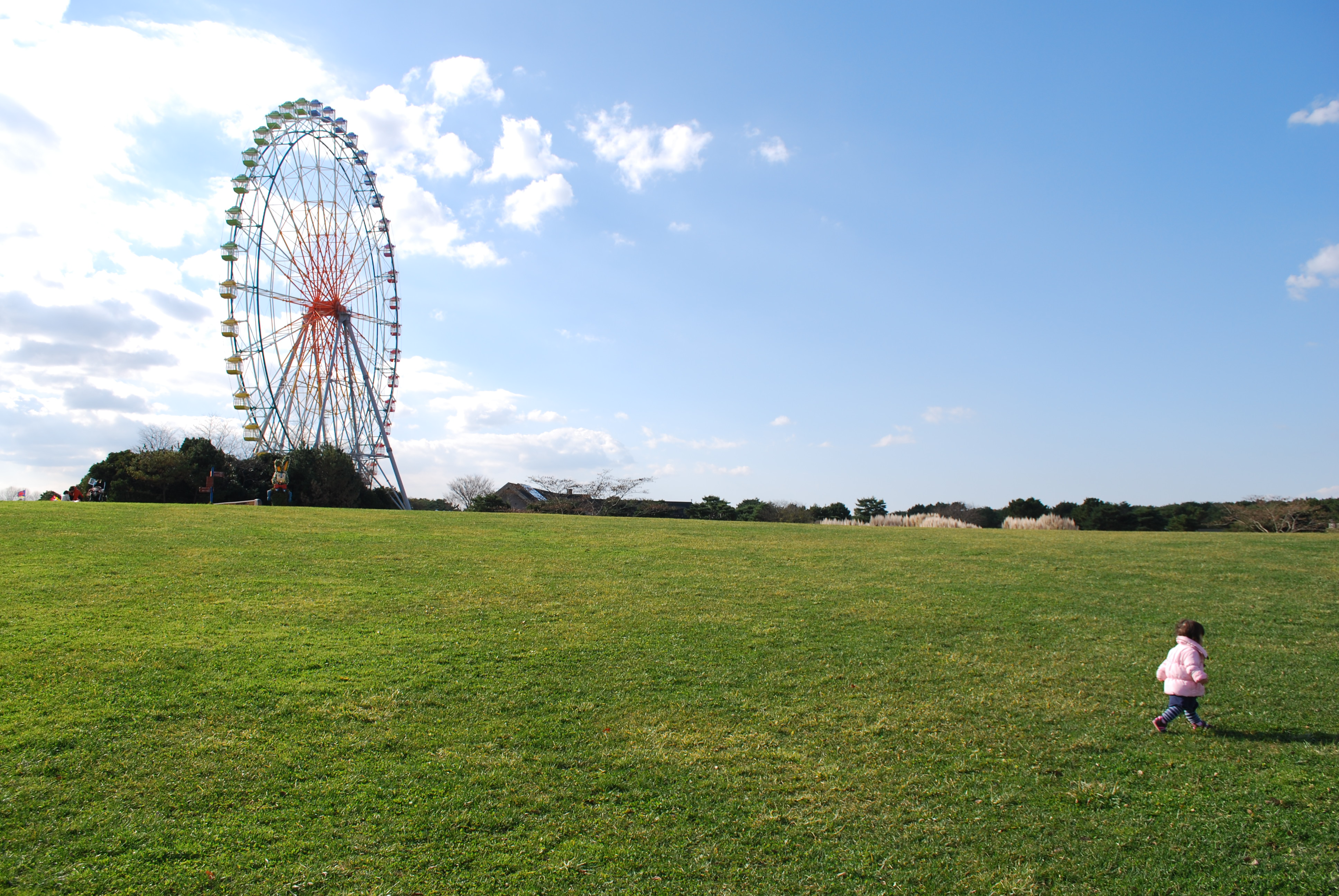
国営ひたち海浜公園

東進する昭和通りは国営ひたち海浜公園西口までほぼ直線的に伸びる。
- ひたちなか市役所
- ひたちなか市文化会館
- ひたちなか市立中央図書館
- ひたちなか市松戸体育館
- 常陽銀行ひたちなか支店
- 筑波銀行ひたちなか支店
- 東日本銀行ひたちなか支店
- ひたちなか郵便局
- かんぽ生命茨城支店
- ひたちなか総合病院
- MEGAドン.キホーテ 勝田店
- セイブ 食彩館勝田店
- サザコーヒー本店
- アパホテル〈ひたちなか勝田駅前〉

## バス路線
主に、茨城交通が国営ひたち海浜公園・那珂湊駅方面への路線バスおよび東京駅・羽田空港・成田空港・二本松バスストップ・仙台駅前への高速バスを運行。また、ひたちなか市がコミュニティバス「スマイルあおぞらバス」を運行している。
また、国営ひたち海浜公園の観光シーズン（スイセン、チューリップ、ネモフィラ開花時期、コキア紅葉時期）には、国営ひたち海浜公園への臨時バスが多数運行される。臨時バスの中には、ジョイフル本田ニューポートひたちなか店・ファッションクルーズニューポートひたちなか最寄りバス停である「ジョイフル本田西」「ジョイフル本田東」を経由せずに、前述の昭和通りを真っ直ぐ直行する便が運行されることもある。

### 東口
1番のりば（スマイルあおぞらバス）
- 勝田北コース：勝田駅東口行、金上ふれあいセンター行
- 勝田中央コース・勝田南コース：勝田駅東口行

2番のりば（茨城交通）
- 海浜公園南口行
- 中央研修所行
- 東中根団地行
- 足崎団地循環：勝田駅行

3番のりば（茨城交通）
- 茨大前営業所行
- 那珂湊駅行
- 水戸駅行

4番のりば（茨城交通）
- 勝田営業所行
- 勝田・東海号（東水戸東海ルート）：東京駅日本橋口行

### 西口
- 茨城交通
  - 水戸駅行
  - 名古屋線：名古屋駅行
  - 羽田空港リムジンバス：羽田空港行
- スマイルあおぞらバス
  - 勝田西コース：勝田駅西口行、日製ひたちなか総合病院行
- 茨城交通・千葉交通
  - ローズライナー：成田空港行

## 隣の駅
東日本旅客鉄道（JR東日本）
■常磐線（■水戸線直通含む）
- 特急「ひたち」「ときわ」停車駅（一部の「ときわ」は当駅発着）

■普通
水戸駅 - 勝田駅 - 佐和駅
ひたちなか海浜鉄道
■湊線
勝田駅 - 工機前駅

### 記事本文